# Ashraf Heybatov
Ashraf Nazir oglu Heybatov (en azerí: Əşrəf Nəzir oğlu Heybətov; Bakú, 18 de febrero de 1951) es un pintor de Azerbaiyán, miembro de la Federación de Artistas de la UNESCO, Presidente de la Asociación de Personalidades Culturales de Azerbaiyán en Europa, Embajador Internacional de la Paz, Miembro Honorario de la Unión de Artistas de Azerbaiyán, galardonado con el título "Artista del pueblo de la República de Azerbaiyán" en 2018.

## Biografía
Ashraf Heybatov nació el 18 de febrero de 1951 en la ciudad de Bakú. En 1979 se graduó de la Universidad Estatal de Cultura y Arte de Azerbaiyán.
Ashraf Heybatov es presidente de la Asociación de Figuras Culturales de Azerbaiyán en Europa, Embajador Internacional de la Paz, Miembro Honorario de la Unión de Artistas de Azerbaiyán, miembro de la Unión de Artistas de Rusia y de la Sociedad Rusa de Estudios Orientales. Él también es miembro de la Federación de Artistas de la UNESCO desde 1991. Desde 1995 el pintor ha realizado exposiciones personales en muchas ciudades de Alemania, Turquía, Suecia, Bélgica y Malta. En 2006 sus pinturas se mostraron en una exposición personal en Ginebra, en el Palacio de las Naciones de la Organización de las Naciones Unidas. Las obras se encuentran en muchas colecciones privadas de Estados Unidos, Turquía, Israel, Francia y otros países.

## Premios y títulos
- Artista de Honor de la República de Azerbaiyán (1991)[3]
- Medalla Taraggi (2006)
- Artista del pueblo de la República de Azerbaiyán (2018)[4]